# Joseph Martino
Joseph Francis Martino (ur. 1 maja 1946 w Fliadelfii, Pensylwania) – amerykański duchowny katolicki, biskup Scranton w latach 2003-2009.

## Życiorys
Ukończył seminarium duchowne św. Karola Boromeusza w Wynewood, a także Uniwersytet Gregoriański w Rzymie, na którym uzyskał doktorat z historii Kościoła i licencjat z teologii. Święcenia kapłańskie otrzymał 18 grudnia 1970 w bazylice św. Piotra z rąk ówczesnego rektora Kolegium Ameryki Płn., bp. Jamesa Hickeya i inkardynowany został do rodzinnej archidiecezji filadelfijskiej. Był m.in. wykładowcą swej alma mater w Wynewood, a także dyrektorem archidiecezjalnego Biura ds. Ekumenizmu i Dialogu Międzyreligijnego. W roku 1991 otrzymał tytuł prałata.
24 stycznia 1996 papież Jan Paweł II mianował go biskupem pomocniczym Filadelfii ze stolicą tytularną Cellae in Mauretania. Sakry udzielił mu jego ówczesny zwierzchnik, kard. Anthony Bevilacqua.
25 lipca 2003 mianowany ordynariuszem diecezji z siedzibą w Scranton, objął urząd 1 października tegoż roku. 31 sierpnia 2009 papież Benedykt XVI przyjął jego rezygnację. Powodami podanymi przez bp. Martino były "brak należytego wigoru do zaangażowania się w promowaną przez papieża Nową Ewangelizację" i problemy związane z administrowaniem diecezją.